# Saison 1890-1891 des Sénateurs d'Ottawa
Autres saisons
Saison précédente Saison suivante
Cet article présente la saison 1890-1891 du Club de hockey d'Ottawa.

## Alignement
- Albert Morel
- R. Bradley
- Frank Maurice Stinson Jenkins
- Jack Kerr
- Weldy Young
- Philip Dansken Ross
- Halder Kirby
- Chauncey Kirby
- Herbert Russell
- J. Smith

## Saison régulière
| No | Date        | Visiteur                | Résultat | Locaux                  | Fiche  |
| -- | ----------- | ----------------------- | -------- | ----------------------- | ------ |
| 1  | 30 décembre | Club de hockey d'Ottawa | 11 - 1   | Ottawa College          | 1-0-0  |
| 2  | 14 janvier  | Club de hockey d'Ottawa | 3 - 1    | Ottawa College          | 2-0-0  |
| 3  | 17 janvier  | Club de hockey d'Ottawa | 3 - 2    | McGill College          | 3-0-0  |
| 4  | 31 janvier  | Club de hockey d'Ottawa | 1 - 0    | Victorias de Montréal   | 4-0-0  |
| 5  | 6 février   | Club de hockey d'Ottawa | 5 - 0    | Rideaus                 | 5-0-0  |
| 6  | 9 février   | Club de hockey d'Ottawa | 4 - 0    | Rideaus                 | 6-0-0  |
| 7  | 11 février  | Club de hockey d'Ottawa | 3 - 0    | Dey's Rink              | 7-0-0  |
| 8  | 21 février  | Club de hockey d'Ottawa | 0 - 3    | Hockey Club de Montréal | 7-1-0  |
| 9  | 26 février  | Club de hockey d'Ottawa | 3 - 2    | Ottawa College          | 8-1-0  |
| 10 | 28 février  | Club de hockey d'Ottawa | 4 - 0    | Dey's Rink              | 9-1-0  |
| 11 | 7 mars      | Club de hockey d'Ottawa | 5 - 0    | Toronto St. George's    | 10-1-0 |
| 12 | 14 mars     | Club de hockey d'Ottawa | 4 - 0    | Toronto St. Georges     | 11-1-0 |
| 13 | 14 mars     | Club de hockey d'Ottawa | 6 - 2    | Toronto Osgoode Hall    | 12-1-0 |
| 14 | 20 mars     | Club de hockey d'Ottawa | 4 - 0    | Gladstones              | 13-1-0 |